# IMOCA 60

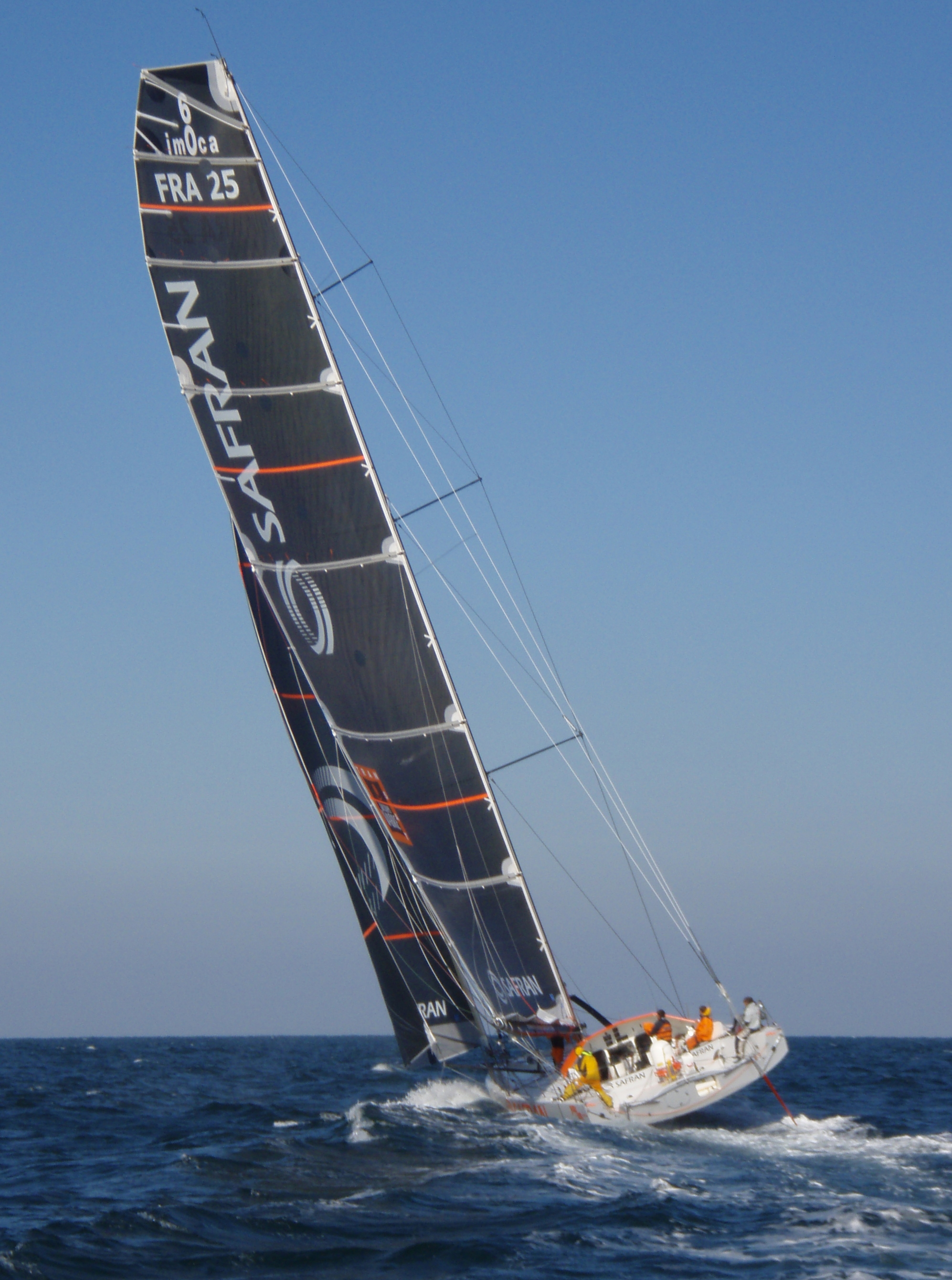

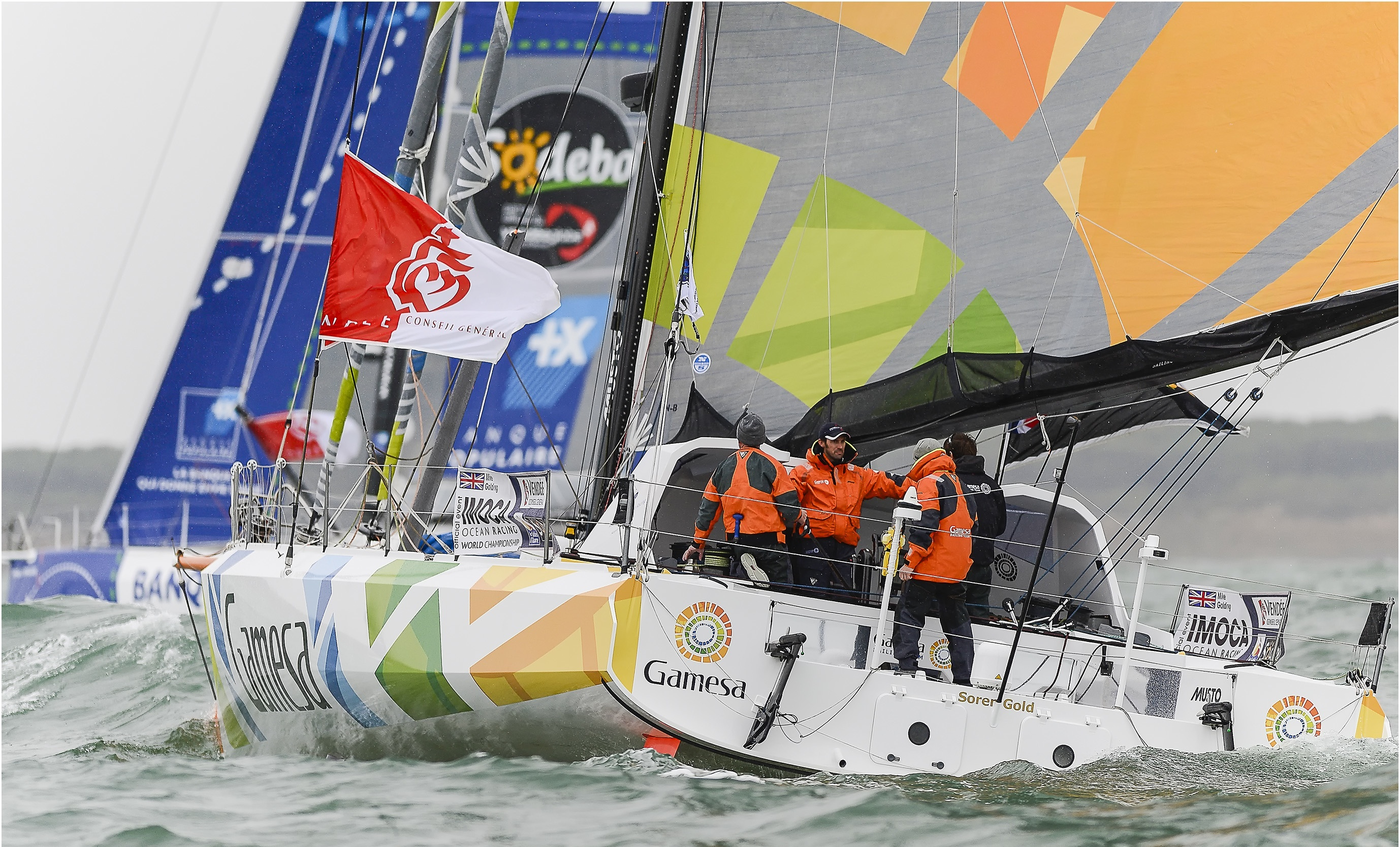

IMOCA 60 (також Open 60) — відкритий клас Міжнародної асоціації відкритого класу однокорпусних вітрильних яхт (IMOCA).

## Опис
IMOCA 60 — швидкісні та високотехнологічні спортивні яхти, призначені, в основному, для перегонів яхтсменів-одинаків або двійок. Навколо цього класу засновано декілька відомих перегонів яхт, такі як Velux 5 Oceans Race, Вандей Глоб, Barcelona World Race тощо.

## Вимоги до класу
Клас є відкритим, що означає, що він не представляє вимоги до окремих елементів конструкції яхт; замість цього він визначає рамкові правила, що дозволяють будь-яку конструкцію, яка задовольняє обмеженням класу: довжини корпусу, вимог до остійності та безпеки тощо.
Човни IMOCA 60 зазвичай виготовляються з композитних матеріалів на основі вуглецевого волокна.
Технічні характеристики:
- Довжина корпуса: 17.98 — 18.30 м (60 футів);
- Ширина корпуса: 5.85 м;
- Осадка: 4.50;
- Висота щогли: 29 м.